# Libivirumab
Il libivirumab  è un anticorpo monoclonale di tipo umano, attivo contro il virus dell'epatite di tipo B.
Il farmaco agisce sull'antigene di superficie del virus dell'epatite.